# 斗篷桥

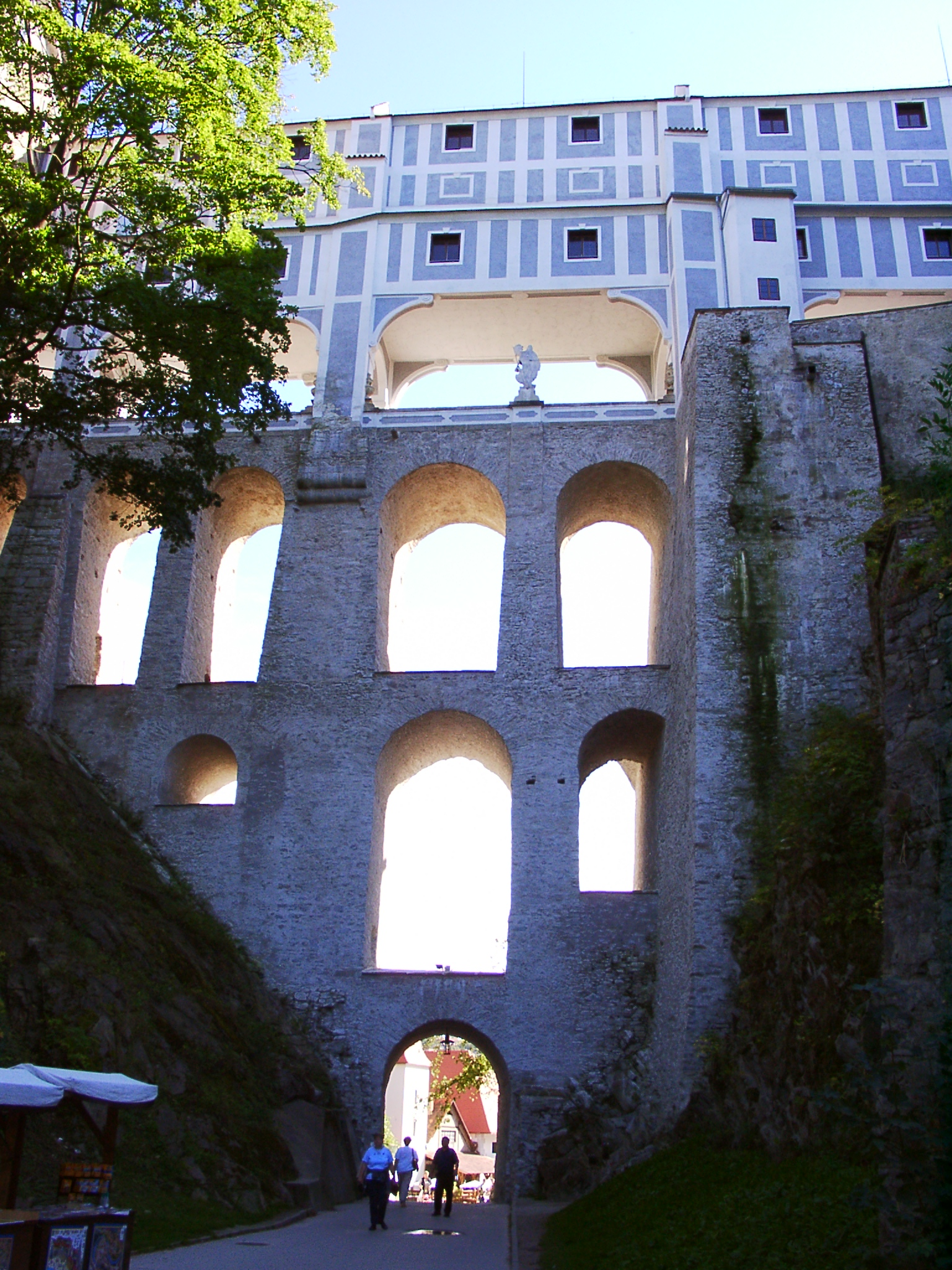
从北方看斗篷桥

斗篷桥（Mantelbrücke）是捷克克鲁姆洛夫的一座多层桥梁，跨越捷克克鲁姆洛夫城堡的护城河。
斗篷桥连接城堡的两个庭院，兴建于15世纪，目前的形态始于1777年。斗篷桥与城堡均为联合国教科文组织世界遗产的一部分。

## 参考文献

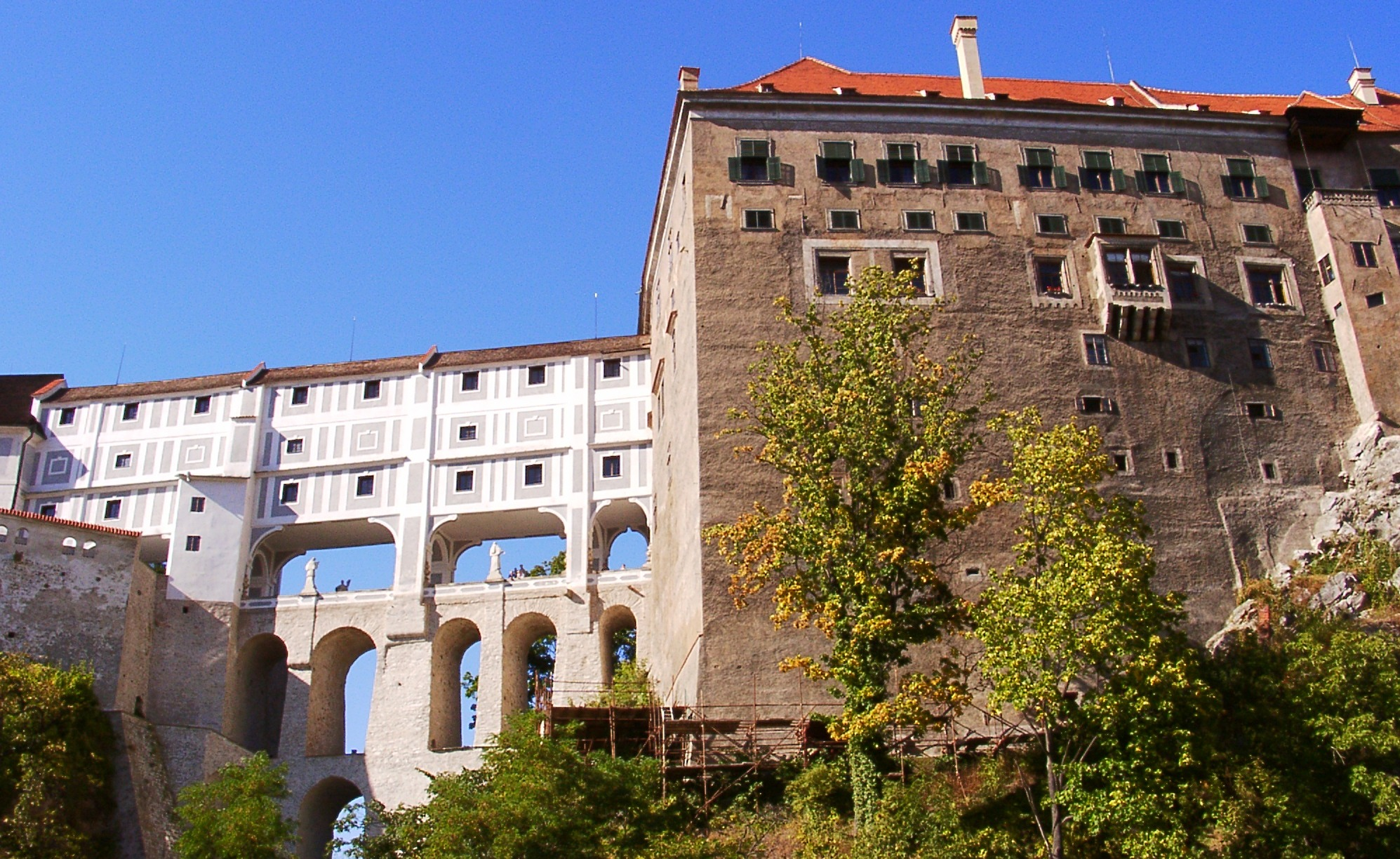
从南方看斗篷桥